# Stephan Bechtle
Stephan Bechtle ist ein deutscher Produzent bei Bavaria Fiction in München.

## Werdegang
Er ist Absolvent der Hochschule für Fernsehen und Film München. An der LMU München hat er Geschichte und Politik studiert und mit Bachelor und Master abgeschlossen. Während seines Studiums lebte er u. a. in Paris, Rom und Neapel und war als Regisseur und Drehbuchautor tätig.

## Filmographie (Auswahl)
- 2005: Deutschmänner (Fernsehfilm)
- Drei teuflisch starke Frauen (Reihe)
- 1984: Una Giornata a Napoli, Buch und Regie
- 1985: La Festa, Buch und Regie
- 1986: Grazie Diego!, Buch und Regie
- 1988–1990: Jolly Joker (Serie)
- 1988/1989: Büro, Büro
- 1994–2000: Gegen den Wind (Serie)
- 1999, 2002: Die Strandclique (Serie)
- 1998: Mobbing Girls (Serie)
- 1999: Die Rote Meile (Serie)
- 2000–2003: Marienhof (Daily)
- 2002: Zwei Herzen gegen die Krone, (Eventzweiteiler)
- 2005: Alle lieben Jimmy (Serie)
- 2005: Störteker, Eventzweiteiler
- 2008: Die Jahrhundertlawine (Fernsehfilm)
- 2010–2012: IK 1 – Touristen in Gefahr (Serie)
- 2012: Tatort „Puppenspieler“ (Fernsehfilm)
- 2013: Tatort „Er wird Töten“,
- 2014 Tatort „Bruder“ (Fernsehfilm)
- 2018–2020: Väter allein zu Haus (Reihe)
- seit 2020: Inga Lindström (Reihe)
- 2022: Der Kaiser (Fernsehfilm)[1]
- 2023 Für immer Sommer1 und 2 (Fernsehfilme)

## Auszeichnungen
- 2006: Nominierung Deutscher Fernsehpreis (Sitcom) für „Alle lieben Jimmy“
- 2006: Nominierung International Emmy Award für „Alle lieben Jimmy“
- 2006: Nominierung Goldene Rose von Luzern für „Alle lieben Jimmy“
- 2003: Nominierung Deutscher Fernsehpreis für „Marienhof“
- 2003: Nominierung Goldene Kamera (Daily) für „Marienhof“